# Oxford (Carolina do Norte)
Oxford é uma cidade localizada no estado norte-americano de Carolina do Norte, no Condado de Granville.

## Demografia
Segundo o censo norte-americano de 2000, a sua população era de 8338 habitantes.
Em 2006, foi estimada uma população de 8550, um aumento de 212 (2.5%).

## Geografia
De acordo com o United States Census Bureau tem uma área de
11,6 km², dos quais 11,6 km² cobertos por terra e 0,0 km² cobertos por água. Oxford localiza-se a aproximadamente 144 m acima do nível do mar.

## Localidades na vizinhança
O diagrama seguinte representa as localidades num raio de 20 km ao redor de Oxford.